# Pentti Saarikoski

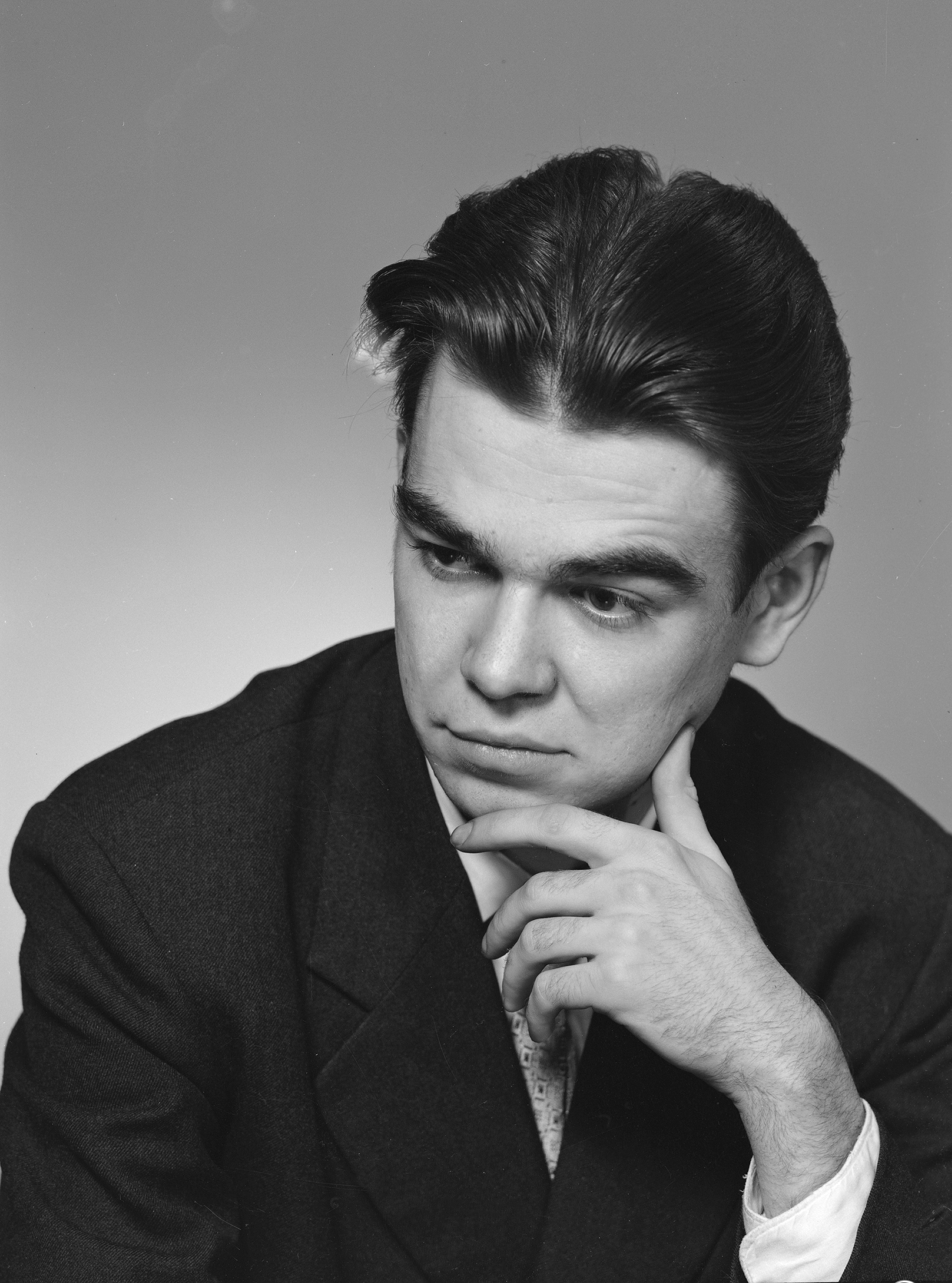
Pentti Saarikoski, 1958

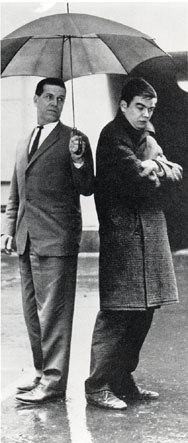
Gemeinsam mit Reino Helismaa, 1962

Pentti Saarikoski (* 2. September 1937 in Impilahti; † 24. August 1983 in Joensuu) war ein finnischer Schriftsteller.

## Leben
Saarikoski veröffentlichte im Jahr 1958 zwei Gedichtbände, ein dritter folgte bereits 1959. In seinem Werk bezog er sich, für die finnische Literatur ungewöhnlich, auf die antike Literatur. Neu war die von ihm vorgenommene Verwendung umgangssprachlicher Elemente. Er wurde zu einer wichtigen Persönlichkeit der Neuen Linken der 1960er Jahre im Kulturbereich. Seit Mitte der 1970er Jahre lebte Saarikoski auf der Insel Tjörn an der Westküste Schwedens. Als Höhepunkt und auch Abschluss seines Schaffens wird die in den Jahren 1977, 1980 und 1983 erschienene Trilogie Tiarnia angesehen.
Er betätigte sich auch als Übersetzer und übertrug Homers Odyssee und den Ulysses von James Joyce ins Finnische. Auch Werke von J. D. Salinger, Henry Miller, Sappho und weiteren Autoren wurden von ihm übersetzt.
1974 wurde er mit dem Aleksis-Kivi-Preis ausgezeichnet.

## Werke (Auswahl)
- Runot, 1958
- Toisia runoja, 1958
- Runot ja Hipponaksin runot, 1959
- Mitä tapahtuu todella?, 1962
- Tiarnia-Trilogie, 1977, 1980, 1983